# Гидроксиметилхиноксилиндиоксид
Диоксиди́н (гидроксимети́лхиноксили́ндиокси́д) — лекарственное средство, антибактериальный препарат широкого спектра действия. Используют при лечения тяжелых гнойно-воспалительных процессов различной локализации, вызванных грамотрицательными бактериями, в частности, синегнойной палочкой, протеями, и клебсиеллами, а также стафилококками или флорой, устойчивой к антибиотикам. IC50 2,4±0,3 мМ, что соответствует низкой цитотоксичности. Выпускают в форме 0,5 и 1%-ных  растворов и 5%-ной мази . Применяют местно, внутриполостно и внутривенно. Разрешен к использованию с 1976 года.

## Разработка и методы получения
Разработан в Советском Союзе во  Всесоюзном научно-исследовательском физико-химическом институте им. С. Орджоникидзе в конце 1960-х годов, разрешен к использованию в 1976 году:[с. 38]. Метод получения основан на гидролизе в  щелочной или кислой среде бис(ацетокси)производного диоксидина, которое синтезируют из соответствующего дибромида по реакции нуклеофильного замещения с ацетатом серебра.

## Физические свойства
Кристаллическое вещество зеленовато-желтого цвета, без запаха, мало растворимо в воде, спирте, хлороформе, т. плавления 169—172 ºС.

## Показания
Трофические язвы, синдром диабетической стопы,  сепсис, гнойные раны кожи и мягких тканей (послеоперационные и посттравматические), медиастинит, эмпиема плевры, нозокомиальная пневмония, катетер-ассоциированные инфекции кровотока, абсцесс легкого, перитониты и др.

## Эффективность
Эффективен против следующих возбудителей инфекционных заболеваний: вульгарный протей, синегнойная палочка, дизентерийная палочка, клебсиелла пневмонии (палочка Фридлендера), сальмонеллы, стрептококкков, стафилококков,  различных патогенных анаэробов. Активность в анаэробных условиях от 4 до 100 раз превышает активность в аэробных условиях .
По данным проведённого в 2013 году многоцентрового клинического исследования 300 штаммов микроорганизмов, выделенных от взрослых больных с инфекционными очагами различной локализации, показано, что диоксидин в концентрации от 2 до 1024 мкг/мл активен в отношении 93% исследованных микроорганизмов. Наиболее активен в отношении грамоотрицательных бактерий, умеренно — в отношении грамоположительных бактерий и грибов. Цитотоксичность низкая — IC50 2,4±0,3 мМ. При местном применении эффективность достигается только при условии достижения адекватных тканевых концентраций.

## Фармакокинетика
При местном применении частично всасывается с раневой или ожоговой поверхности. После внутривенного введения терапевтическая концентрация в крови сохраняется в течение 4—6 ч. Максимальная терапевтическая концентрация TCmax в крови достигается через 1—2 ч после однократного введения. Практически не подвергается метаболизму. Выводится почками. Не накапливается в организме.

## Противопоказания
Надпочечниковая недостаточность (в том числе в анамнезе), беременность  и кормление грудью, период лактации. С осторожностью при почечной недостаточности. Не применяют у детей.  

## Побочные эффекты
Головокружение, головная боль,  озноб, повышение температуры, дислепсия, судорожные подергивания мышц .
В экспериментальных исследованиях продемонстрировано наличие тератогенного, эмбриотоксического и мутагенного действия.